# TV 세토우치
TV 세토우치는 1985년 10월 1일 세워진 TV 도쿄계열의 4번째 방송국으로 오카야마현과 가가와현을 대상으로 방송을 송출하고 있다.
약칭은 TSC, 콜사인은 JOPH-DTV이다.

## 연혁
- 1984년 10월 9일 - 회사설립.
- 1985년 10월 1일 - 텔레비전 방송 개시.
- 2006년 10월 12일 - 지상 디지털 텔레비전 방송 시험용 동영상 송출.
- 2006년 11월 20일 - 지상 디지털 텔레비전 아날로그 동시방송 시험 개시.
- 2006년 12월 1일 - 지상파 디지털 텔레비전 방송 개시.
- 2011년 7월 24일 - 지상파 아날로그 텔레비전 방송 종료.

### 특징
- 쇼와 시대(1926-1989)에 개국한 마지막 텔레비전 방송국이다.
- 오카야마현과 가가와현이 하나의 방송구역이 된 뒤 개국한 처음이자 마지막 방송국이다.
- TVQ 규슈 방송개국 이전에는 에히메현이나 오이타현 일부지역에서도 수신이 가능했다.
- 세토우치 해역 주변의 민영 방송국 중에서 유일하게 히로시마 지사를 설치하지 않았다.
- 1989년 4월부터 자사 제작 애니메이션을 TXN 계열국 전체에 방송하고 있으며 덧붙이자면 현 시점에서 도쿄·오사카·나고야·지역 민영 텔레비전 방송국 이외에 애니메이션을 제작하고 있는 유일한 지방방송국이다.
- TV 도쿄 계열국 중 방송지역에 프로야구 구단이 없는 유일한 방송국이며 독자적인 스포츠 중계도 거의 없다.

### 방송국 개국의 배경
1979년 4월 1일부터 오카야마현과 가가와현의 방송권역이 하나로 묶인 이후 몇 년 동안 오카야마 현은 당시 경제수준이 비슷했던 구마모토와 가고시마에서 3번째 민방계열국(구마모토현민 TV<NTV계>, 가고시마 방송<TV 아사히계>)이 설립되는 것을 보고 오카야마현에도 3번째 민방계열국을 설립하고자 한다.
 하지만 이미 오카야마현과 가가와현이 한 방송구역으로 묶여 4대민방을 다 볼 수 있게 된 상황에서 오카야마현의 요구는 실현되지 못할 것 같았다.
이때 오카야마현 3번째 민방계열국 설립에 힘을 쓰던 세력이 있었는데 바로 오카야마현의 지역신문인 산요신문이었다.
당시 산요신문은 산요 방송과의 제휴를 통해 자사제공의 TV뉴스를 산요 방송에 내보내기도 했지만 정작 자사와 관련된 텔레비전 방송국은 없던 상황이었다.

그래서 산요신문은 자사와 관련된 TV방송국을 열고자 했으며 이 문제로 오카야마 현은 당시 존재했던 4개민방 계열국과 토론을 하게 되고 그 결과 TV도쿄 계열국을 오카야마현에 설치하는 것으로 타협했으며 이렇게 해서 만들어진 TV도쿄 계열국 TV 세토우치의 대주주에는 산요신문이 선정되었다.

## 오카야마현·가가와현에 있는 다른 텔레비전·라디오 방송국
- NHK 오카야마 방송국
- NHK 다카마쓰 방송국
- 니시닛폰 방송(RNC)(TV는 니혼 TV 계열, 라디오는 JRN・NRN 계열로 라디오는 가가와현만 방송구역)
- 산요 방송(RSK)(TV는 도쿄 방송 계열, 라디오는 JRN・NRN 계열로 라디오는 오카야마현만 방송구역)
- 세토나이카이 방송(KSB)(TV 아사히 계열)
- 오카야마 방송(OHK)(후지 TV 계열)
- 오카야마 FM방송(JFN 계열, 오카야마현만 방송구역)
- FM가가와(JFN 계열, 가가와현만 방송구역)